# Печерский, Александр Аронович
Алекса́ндр Аро́нович Пече́рский (22 февраля 1909, Кременчуг, Российская империя — 19 января 1990, Ростов-на-Дону, РСФСР, СССР) — офицер (техник-индентант) Рабоче-крестьянской Красной армии. Участник Великой Отечественной войны, организатор единственного успешного восстания в немецком лагере смерти Собибор 14 октября 1943 года.

## Биография
Родился 22 февраля 1909 года в Кременчуге в еврейской семье. Его отец Арон Вульфович Печерский был помощником присяжного поверенного, мать Софья Марковна — домохозяйкой. В 1915 году вместе с родителями переехал в Ростов-на-Дону, где закончил семилетнюю и музыкальную школы.
У него были брат Константин (1907), сёстры Фаина (1906) и Зинаида (1921). В 1931—1933 годах проходил службу в армии. Работал электриком паровозоремонтного завода, руководил художественной самодеятельностью. С 1936 года работал инспектором хозяйственной части в Ростовском финансово-экономическом институте.

### Начало войны и плен
22 июня 1941 года в первый день Великой Отечественной войны Печерский был призван в армию и принимал участие в боевых действиях. В сентябре 1941 года был аттестован на воинское звание техника-интенданта 2 ранга, соответствовавшее воинскому званию командного состава «лейтенант» и служил в должности делопроизводителя 596-го ГАП 19-й армии.
В октябре 1941 года попал в окружение под Вязьмой. Был в группе, которой поручили выносить из окружения раненого комиссара полка, но им это не удалось. Был ранен и попал в плен. Переболел тифом, но выжил.
В мае 1942 года пытался бежать из плена с четырьмя другими заключёнными. Побег сорвался, и беглецов отправили в штрафной лагерь в Борисове, а оттуда — в Минск.
Сначала Печерский оказался в так называемом «Лесном лагере» за городом. Затем во время медицинского осмотра охранники выяснили еврейское происхождение Печерского. Вместе с другими военнопленными-евреями Печерского посадили в подвал, который называли «еврейский погреб». Там они сидели десять дней в полной темноте.
20 августа 1942 года Печерский был отправлен в минский «рабочий лагерь» СС на улице Широкой в Минске. В этом лагере находилось около пятисот евреев из Минского гетто, а также евреи-военнопленные.
18 сентября 1943 года в составе группы заключённых-евреев Печерский был отправлен в лагерь уничтожения Собибор, куда он прибыл 23 сентября. Там он стал организатором и руководителем восстания заключённых.

### Восстание в Собиборе
14 октября 1943 года узники лагеря смерти подняли восстание. Согласно плану Печерского, заключённые должны были тайно и поодиночке ликвидировать персонал лагеря, а затем, завладев оружием, находившимся на складе лагеря, перебить охрану. План удался лишь частично — восставшие смогли убить 12 эсэсовцев из персонала лагеря, но завладеть оружейным складом не удалось. Охрана открыла огонь по заключённым, и они вынуждены были прорываться из лагеря через минные поля. Им удалось смять охрану и уйти в лес.
Почти из 550 заключённых рабочего лагеря 130 не приняли участие в восстании (остались в лагере), около 80 погибли при побеге, ещё 170 были пойманы немцами в ходе широкомасштабных поисков. Все оставшиеся в лагере и пойманные после побега были убиты нацистами. В период с ноября 1943 года и до освобождения Польши ещё около 90 бывших узников Собибора (тех, кого не удалось поймать) были выданы немцам местным населением либо убиты коллаборационистами.
До конца войны дожили лишь 42 участника восстания.

### После восстания
С группой из восьми евреев из числа бывших советских военнопленных, включая Шубаева, Цибульского, Вайспапира, Ицковича, Шавуркина и ещё троих, Печерский в ночь с 19 на 20 октября 1943 года переправился через реку Буг. 22 октября 1943 года Александр Печерский вступил в партизанский отряд имени Щорса, где воевал подрывником, пока советские войска не освободили Белоруссию. Остальные попали в отряд имени Фрунзе. В партизанском отряде Александр Печерский вместе с боевой группой пустил под откос два немецких эшелона.
После воссоединения с красноармейскими частями Печерского отправили сначала в фильтрационный лагерь НКВД № 174 в Подольске, а затем в 15-й отдельный штурмовой стрелковый батальон — разновидность штрафбата.
Командир батальона майор Андреев был настолько потрясён рассказом Печерского о Собиборе, что вопреки запрету покидать расположение батальона разрешил Печерскому поехать в Москву, в «Комиссию по расследованию злодеяний немецко-фашистских захватчиков и их пособников».
В комиссии рассказ Печерского выслушали писатели Павел Антокольский и Вениамин Каверин, которые на его основе опубликовали очерк «Восстание в Собиборе». После войны очерк вошёл во всемирно известный сборник «Чёрная книга». Сборник был запрещён цензурой к изданию в СССР в 1947 году. В России впервые издан в 2015 году.
Воюя в рядах 15-го штурмового батальона в составе 1-го Прибалтийского фронта, при наступлении на город Бауcк 20 августа 1944 года был ранен в бедро осколком мины и после четырёх месяцев лечения в госпиталях получил инвалидность. В подмосковном госпитале Печерский познакомился со своей второй женой Ольгой Ивановной Котовой.

### После войны
После окончания войны Александр Печерский вернулся в Ростов-на-Дону, где жил перед войной. Работал администратором в Театре музыкальной комедии. В 1945 году написал книгу воспоминаний о восстании в Собиборе.
За проявленную в бою храбрость 19 мая 1949 года Александр Печерский был представлен к награждению орденом Отечественной войны II степени, однако 10 июня 1949 года ростовский облвоенком генерал-майор Сафонов изменил награду на медаль «За боевые заслуги».
В июне 1952 года Печерский был исключён из ВКП(б) в связи с возбуждением против него уголовного дела по обвинению в «злоупотреблении служебным положением в корыстных целях». Его обвинили присвоении части денег за проданные театральные билеты. В реальности проблема была в типичных для того времени «серых схемах». Сам Печерский считал, что его преследование было связано с антисемитской кампанией в СССР начала 1950-х гг. В январе 1953 г. Печерский был приговорен к 1 году исправительно-трудовых работ с вычетом 25 % из зарплаты. Из театра его уволили, но ему удалось устроиться в багетный цех промкомбинатовской артели. В дальнейшем и до пенсии работал рабочим на машиностроительном заводе.
В 1963 году Александр Печерский выступил свидетелем обвинения на процессе одиннадцати охранников лагеря Собибор.
Вёл активную переписку с участниками восстания, журналистами, историками.
Александр Печерский умер 19 января 1990 года и похоронен на Северном кладбище Ростова-на-Дону.

## Семья
- Первая жена (1933—1945) — Людмила Васильевна Замилацкая.
  - Дочь — Элеонора Александровна Гриневич (1934—2021)[30][31]. Вместе с внучкой Натальей Ладыченко жила в Ростове-на-Дону.
- Вторая жена (с 1945 года) — Ольга Ивановна Котова.
- Отец умер в Ростове в 1941 году; мать, Софья Марковна Печерская, с дочерьми были эвакуированы и после войны вернулись в Ростов. Брат Константин был в действующей армии.

## Награды
- Медаль «За боевые заслуги» (30 мая 1951 года)[26][32],
- Медаль «За победу над Германией в Великой Отечественной войне 1941-1945 гг.»,
- Орден Заслуг перед Республикой Польша (2013 год, посмертно)[33],
- Орден Мужества (2016 год, посмертно)[34],
- Медали СССР.

## Международная известность
История лагеря уничтожения Собибор стала частью обвинений на Нюрнбергском процессе. Международный трибунал хотел видеть Печерского в качестве свидетеля, однако советские власти его в Германию не выпустили.
О лагере Собибор и восстании в нём написан целый ряд книг. Сам Печерский в 1945 году издал книгу воспоминаний «Восстание в Собибуровском лагере», вышедшую по-русски и позднее в переводе на идиш (которым он не владел) — «Дэр уфштанд ин Собибур» («Восстание в Собиборе»), другой вариант воспоминаний был напечатан в московском журнале «Советиш геймланд», № 12, 1973.
В 1987 году в Великобритании (при участии Югославии) режиссёр Джек Голд снял блокбастер «Побег из Собибора» по книге Ричарда Рашке. Главную роль — Александра Печерского — сыграл Рутгер Хауэр. Хауэр за роль солдата Саши получил «Золотой глобус». Самого Печерского на премьере фильма не было. Позже вдова Печерского рассказывала, что власти просто не хотели оформлять им документы на выезд в США.
3 мая 2018 года в российский прокат вышел художественный фильм «Собибор» (режиссёр и исполнитель главной роли — Константин Хабенский). 2 февраля 2018 года фрагмент фильма был продемонстрирован в Бундестаге. Ранее, 29 января, этот фрагмент публично представили Владимиру Путину и премьер-министру Израиля Биньямину Нетаньяху на открытии выставки «Собибор: победившие смерть» (Москва).

## Память
Никаких наград за подвиг в Собиборе в советское время Печерский не получил. Память о нём была увековечена только в XXI веке. Так в 2007 году на фасаде дома, где жил Печерский, появилась мемориальная доска в память о нём
В 2010-е годы ряд общественных инициатив в России и Израиле занялись лоббированием награждения Печерского и увековечиванием его памяти. Так в 2011 году был создан «Фонд памяти Александра Печерского», а в 2012 году — инициативная российско-израильская группа по увековечению памяти. Инициативная группа обращалась к Президенту РФ с просьбой наградить Печерского государственной наградой, к главе Российского исторического общества Сергею Нарышкину — с предложением внести имя Печерского в школьные учебники. Жители Ростова-на-Дону предложили присвоить Печерскому звание Героя России.
16 октября 2012 года в Тель-Авиве был открыт памятник Печерскому. 25 мая 2014 года на «Проспекте звёзд Ростов-на-Дону» состоялось торжественное мероприятие, посвящённое открытию именной звезды Печерского, а 24 апреля 2018 года в том же городе был открыт памятник Печерскому.
Летом 2014 года имя Александра Печерского включили в российские школьные учебники по истории, а в конце того же года Роспочтой была выпущена почтовая марка, посвящённая теме восстания. 6 апреля 2018 года имя Александра Печерского присвоено муниципальному автономному общеобразовательному учреждению города Ростова-на-Дону «Гимназия № 52».
Авиалайнер Boeing 737 авиакомпании «Аэрофлот» (регистрация VP-BMD) носит имя А. Печерского.
Также именем Печерского назван улицы в ряде городов России и Израиля: Ростове-на-Дону, Москве и Цфате.
В 2016 году Указом Президента России Владимира Путина Печерский посмертно награждён орденом Мужества.
- Мемориальная доска на доме, где жил Александр Печерский
- Памятная доска на доме, где он работал
- Звезда на Аллее звёзд в Ростове-на-Дону
- Могильный памятник на кладбище в Ростове-на-Дону
- Памятник в Тель-Авиве, ныне находится во дворе общежития на улице Моше Даян в Кфар-Сабе

## Кино
- 1987: «Побег из Собибора» — телефильм, снятый режиссёром Джеком Голдом. Совместное производство Великобритании и Югославии. Поставлен по одноимённой книге Ричарда Рашке. В роли Александра Печерского — Рутгер Хауэр.
- 1989: «Восстание в Собиборе» — совместный советско-голландский фильм Санкт-Петербургской студии документальных фильмов. Сорежиссёры — Павел Коган и Лили Ван ден Берг (родители Лили погибли в Собиборе). На Фестивале документального кино в Амстердаме фильм получил приз им. Й. Ивенса.
- 2001: «Собибор, 14 октября 1943 года, 16 часов» — фильм французского режиссёра Клода Ланцмана, представлен во внеконкурсном показе на Каннском кинофестивале того же года.
- 2010: «Арифметика свободы» — документальный фильм Александра Марутяна. Фильм снят при государственной финансовой поддержке Министерства культуры Российской Федерации.
- 2013: «Лейтенант Печерский из Собибора» — документальный фильм Леонида Млечина, посвящённый 70-летней годовщине со дня восстания заключённых. Премьера фильма состоялась 15 октября 2013 года на телеканале ТВ Центр[52][53][54][55][56].
- 2013: «Собибор. Непокорённые» — документальный фильм компании ВГТРК для телевизионного канала Россия, премьера состоялась 16 октября 2013 года, к 70-летней годовщине восстания. Фильм Сергея Пашкова[57].
- 2014: «Побег из нацистского лагеря смерти» — документальный фильм компании Darlow Smithson Productions для телевизионного канала National Geographic, премьера состоялась в мае 2014 года в США.
- 2018: «Собибор» — художественный фильм Константина Хабенского, премьера в России состоялась 3 мая 2018 года. Премьеры фильма состоялись во многих городах мира[58][59][60][61][62].